# تومويوشي موراياما
تومويوشي موراياما (باليابانية: 村山知義) (18 يناير 1901 في اليابان - 22 مارس 1977، طوكيو في اليابان)؛ مؤلِّف، كاتب مسرحي، منتج أفلام، رائد وروائي ياباني. درس في جامعة طوكيو.

## روابط خارجية
- تومويوشي موراياما على موقع IMDb (الإنجليزية)
- تومويوشي موراياما على موقع قاعدة بيانات الفيلم (الإنجليزية)